# Carlemannia
Carlemannia, biljni rod u porodici Carlemanniaceae, dio reda medićolike. Pripadaju mu 3 vrste polugrmova i trajnica raširenih od Himalaja na jug do zapadne Malezije
Rod je opisan u Hooker's Journal of Botany and Kew Garden Miscellany 5: 308. 1853.

## Vrste
1. Carlemannia congesta Hook. fil.
2. Carlemannia griffithii Benth.
3. Carlemannia tetragona Hook. fil.